# Gabriela Preissová

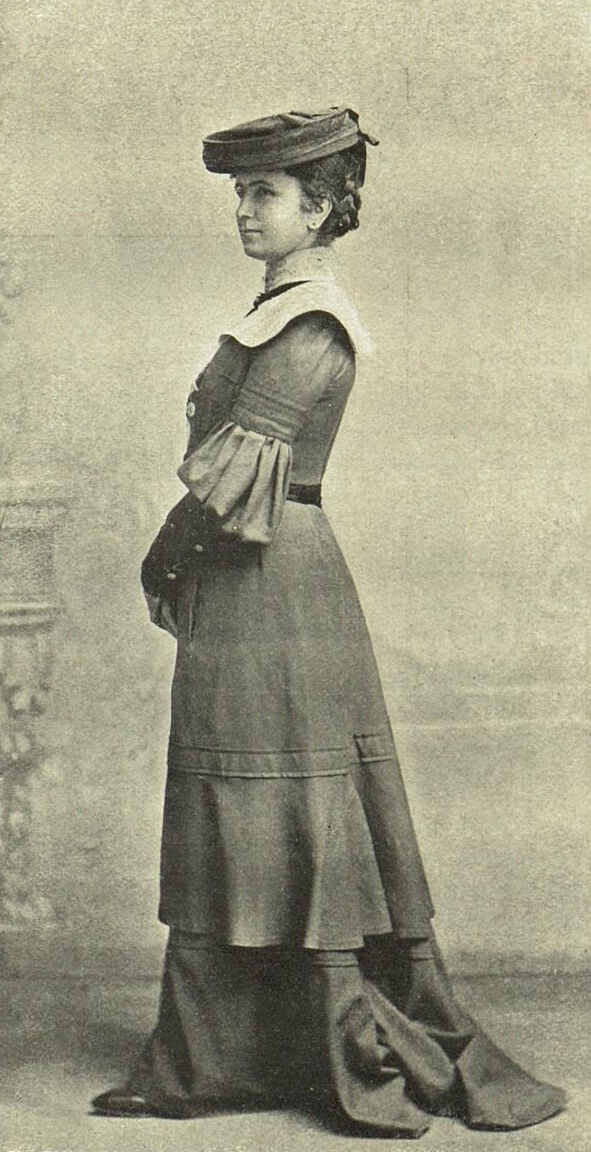
Gabriela Preissová (Český svět 1905)

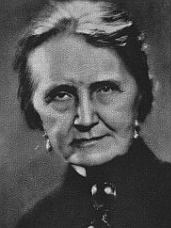
Gabriela Preissová (Pestrý týden 1937)

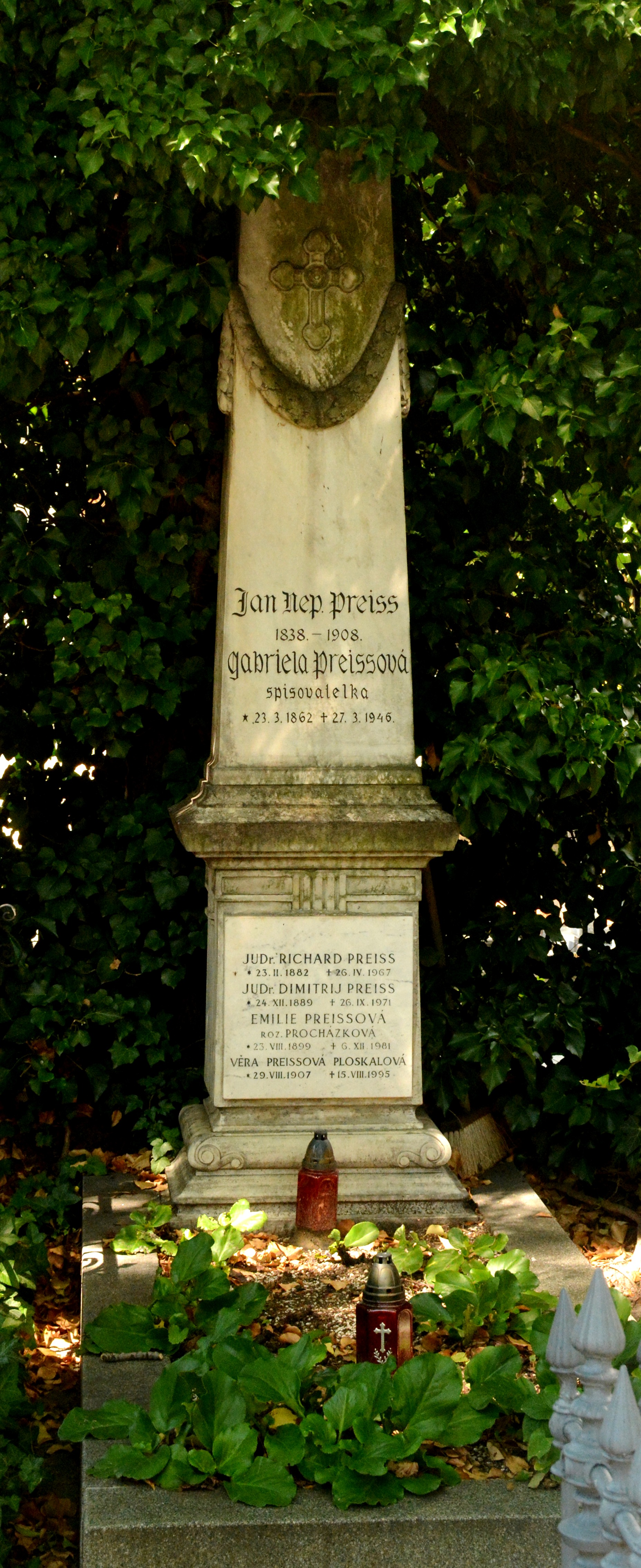
Hrob na pražském Vyšehradském hřbitově

Gabriela Preissová, rozená Gabriela Sekerová, pseudonym Matylda Dumontová (23. března 1862 Kutná Hora – 27. března 1946 Praha), byla česká dramatička a spisovatelka, představitelka realismu a dramaturgyně Národního divadla.

## Život

### Mládí
Narodila se v rodině řeznického mistra Františka Sekery a matky Anny, rozené Procházkové. Otec jí zemřel 5. 2. 1863. Po úmrtí otce se matka po roce znovu provdala; i druhý manžel jí zemřel, roku 1867. Matka se znovu provdala a rodina se s druhým otčímem přestěhovala do Plaňan. Zde Gabriela vychodila trojtřídní školu. V letech 1871–1874 byla vychovávána v pražské smíchovské rodině archiváře Františka Dvorského. Jeho manželka Luisa byla její teta z matčiny strany. V této rodině se scházeli literáti jako Karolína Světlá, Eliška Krásnohorská nebo Jakub Arbes.

### První manželství
V roce 1873 odjela na rok do Hodonína ke svému strýci Karlu Procházkovi. Zde se seznámila s pokladníkem Stummerova cukrovaru Janem Preissem (1838–1908), za kterého se roku 1880 provdala. Z Hodonína se odstěhovali v roce 1890 do Preissova rodného domu ve Šternberku na Moravě.
Nějaký čas žila v Oslavanech a odtud podnikala cesty do Haliče a Ruska. Dva roky také bydlela poblíž Klagenfurtu na statku svého manžela, kde se zajímala o život korutanských Slovinců. V roce 1894 se zúčastnila sjezdu polských spisovatelů ve Lvově a o dva roky později cestovala do Moskvy a Nižního Novgorodu. Tuto cestu popsala v Obrázcích z ruské pouti. V roce 1898 se manželé Preissovi přestěhovali do Prahy, kde 3. února 1908 Preissová ovdověla. Vychovali spolu tři děti: JUDr. Richarda Preisse (1882), JUDr. Dimitrije Preisse (1889) a Gabrielu Preissovou (nar. 1892).
Mezi roky 1903 až 1906 si Preissová nechala postavit secesní vilu na rozlehlém pozemku v Jevanech od architekta Josefa Fanty.

### Druhé manželství
4. 10. 1908 se provdala podruhé za rakouského plukovníka Adolfa Halbaertha (nar. 1858 v Těšíně) ze Štýrského Hradce, s nímž se odstěhovala do istrijské Puly a podnikala odtud výlety do Itálie a Francie. Od roku 1910 byli manželé Halbaerthovi vedeni v Soupisu pražských obyvatel, spolu s dětmi z prvního manželství Gabriely.
Za první světové války byl Adolf Halbaerth velitelem zajateckého tábora v Milovicích. Byla obviněna z pobuřování, když se ostře veřejně vyslovila k ubodání jednoho z ruských zajatců. Vyšetřování trvalo rok a manžel byl z trestu přeložen do Šamorína.

### Po první světové válce
Po první světové válce žila v Praze, na letní měsíce jezdila do Chlumu u Třeboně. Protože Adolf Halbaerth byl rakouský státní občan, získala za protektorátu automaticky německé státní občanství. Vždy se však považovala za českou spisovatelku, odmítala být zařazena mezi německé autorky a češství se nezpronevěřila. V roce 1944 naposled navštívila Slovácko a svého syna Richarda Preisse, který žil ve Strážnici.
Zemřela v Praze, po úrazu a neúspěšné operaci, čtyři dny po svých 84. narozeninách. Je pohřbena na vyšehradském hřbitově.

## Literární činnost
Jako dvanáctileté děvče se dostala do Hodonína a strávila tam několik let raného mládí, sžila se s moravským Slováckem. Dávala se nést dobovou zálibou ve všelikém folklóru, vtělila do svých próz zaslíbenou zemi svých očí a smyslů velmi po svém, živě, barvitě, přitažlivě. Tyto zkušenosti pak zpracovala literárními prózami. Její próza ze Slovácka ji přiřadila k moravským svědkům Moravy, k Mrštíkům a Herbenovi. Její dvě slovácká dramata zlákala dva mistry hudby, kteří v nich našli jasný a přímočarý děj v provedení výrazném, krevnatém, neproblematicky spádném, tedy vlastnosti tak vzácné, a tak rozhodující pro námět operní: a tak tedy je s „Gazdinou robou“ je spjato jméno J. B. Foerstra, a s „Její pastorkyní“ jméno Leoše Janáčka, jeden z největších výbojů české opery vůbec, nadaný životem daleko za hranice českého místopisu i daleko nad normální životní dobu dramatického díla.
A že v přimknutí Gabriely Preissové k svěží a malebné lidovosti nešlo o náhodu, dokazuje obsáhlý doplněk k její mu literárnímu Slovácku — její prózy ze života slovinského v Korutanech. Zde Gabriela Preissová dává svědectví jako jediná v české literatuře dává o celém jihoslovanském kmeni, jenž v hotové záplavě českých próz a české lyriky z Dalmácie, Chorvatska a Srbska by zůstal jinak úplně opomenut. Jde tedy o organický doplněk jihoslovanských námětů v české literatuře a o další historickou zásluhu. V životě Gabriely Preissové bylo i jinak dost práce a prací: ale ty dva činy, to moravské Slovácko, ty slovinské Korutany, postačí k chvále a trvalé platnosti.
V letech 1915–1946 byla členkou Moravského kola spisovatelů.

## Dílo
Hlavním tématem v jejích dílech je vesnická tragédie, hlavní postavou bývá žena. Ve svých dílech kritizuje vliv majetku a peněz.

### Próza
- Čeledín a dcera ze statku (1877) – prvotina
- Akrobatka (1887) – novela [14]
- Korutanské povídky (1895) – povídky [15]
- Ideály (1889)
- Obrázky ze Slovácka (1886)
- Črty ze Slovácka Gabriely Preissové (1890)
- Nové obrázky a črty (1893)
- Když hvězdy padaly (1898) – povídky [16]
- Co život vyprávěl (1899) – povídky [17]
- Talmové zlato (1901) – povídka z Korutanska [18]
- Dědicové (1901) – venkovský realismus [19]
- Povídky zimní zahrady (1901) – povídky [20]
- Porosené pavučiny (1902) – povídky
- Zahrady (1925) – povídky Gazda z Gomby, Trio u sv. Romalda, Zahrada, Dvě ukolébavky.[21]
- Zlatý hoch (1930) – román setmělé klenby rokoka [22]
- Zatoulaná píseň (1932) – román českého hudebníka [23]

### Drama
- Gazdina roba (1889) – zhudebněna J. B. Foersterem pod názvem Eva. Tragický příběh švadleny Evy, která opustí muže a odejde s milencem za prací do Rakouska. Když pochopí, že se kvůli ní milenec nerozvede, utopí se v Dunaji.
- Její pastorkyňa (1890) – zhudebněna Leošem Janáčkem, tragédie ze Slovácka. Mladá žena čeká nemanželské dítě a její matka toto dítě zabije, aby se mohla nevlastní dcera výhodně vdát. Vše je ale prozrazeno.[24]
- Podvečerní selanky (1911)
- Cestou za štěstím (1932)

## Veřejné pocty

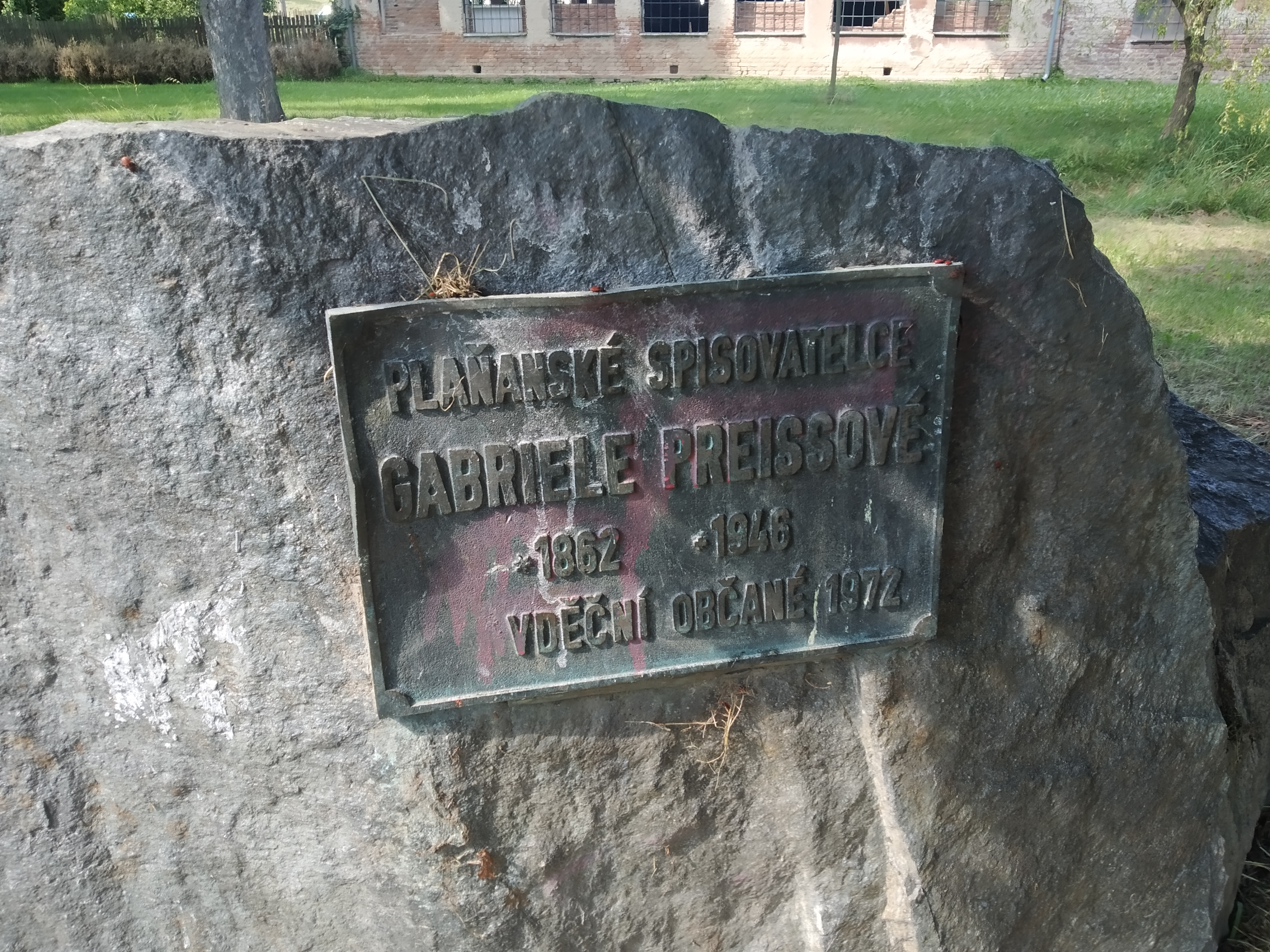
Pamětní kámen v Plaňanech

- V roce 1925 byla zvolena řádnou členkou České akademie věd a umění.[25]
- V roce 1926 byla G. Preissová jmenována čestnou občankou Kutné Hory. U tamního chrámu sv. Barbory spisovatelka zasadila „lípu Gabriely Preissové“ (listopad 1925).[26]
- Ulice Gabriely Preissové jsou v Brně, Hodoníně, Prostějově a Karviné.